# Arena Civica
La Arena Civica es un estadio multiusos utilizado principalmente para el fútbol y el rugby ubicado en la ciudad de Milán en Italia.

## Historia
Fue inaugurado el 18 de agosto de 1807 y es uno de los principales ejemplos de la arquitectura neoclásica de Milán, teniendo una capacidad que varía entre los 10000 y los 38000 espectadores. Durante los inicios de los años 1930 fue utilizado en varias ocasiones para partidos de fútbol de los principales equipos de Milán, principalmente el Inter de Milan, que lo tuvo como sede por 17 años hasta 1947, mientras que el AC Milan lo utilizó entre 1941 y 1945. El Inter de Milan utilizó el estadio por última vez el 10 de diciembre de 1958 en un partido de la Copa de Ferias ante el Olympique Lyonnais.
La selección nacional jugó por primera vez en el estadio el 15 de mayo de 1910 en su primer partido oficial, el cual terminó con una victoria por 6-2 ante Francia.
Más adelante el estadio fue utilizado para varios eventos como reconstrucción de batallas como la de William Frederick Cody ("Buffalo Bill") en el "Wild West Show". También ha sido sede de conciertos de Chicago, Joe Cocker, Stewart Copeland, The Cure, Little Feat, Ben Harper, Lenny Kravitz, Lou Reed, The Manhattan Transfer, Robert Plant, Public Image Limited, Radiohead, Patti Smith, Ringo Starr, Rod Stewart, Sting y Andy Summers. La Arena también es sede del Milan Jazzin' Festival y de la Notturna di Milano.
En 2003 el estadio pasa a llamarse "Arena Gianni Brera" en homenaje al escritor deportivo y periodista Gianni Brera y actualmente es la sede del club de rugby Amatori Rugby Milano y del Alcione Calcio de fútbol.

## Galería

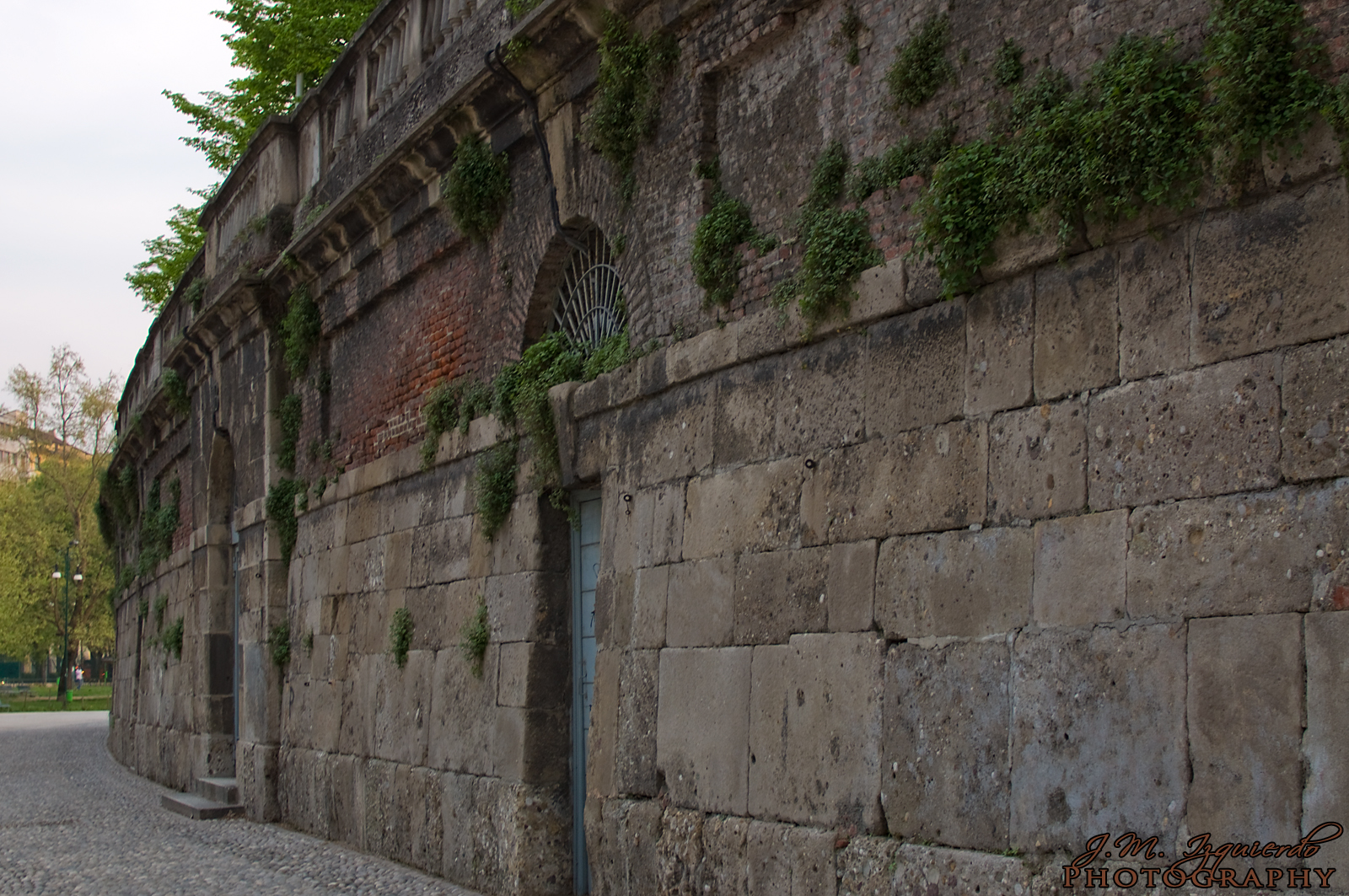
El camino a la Arena.
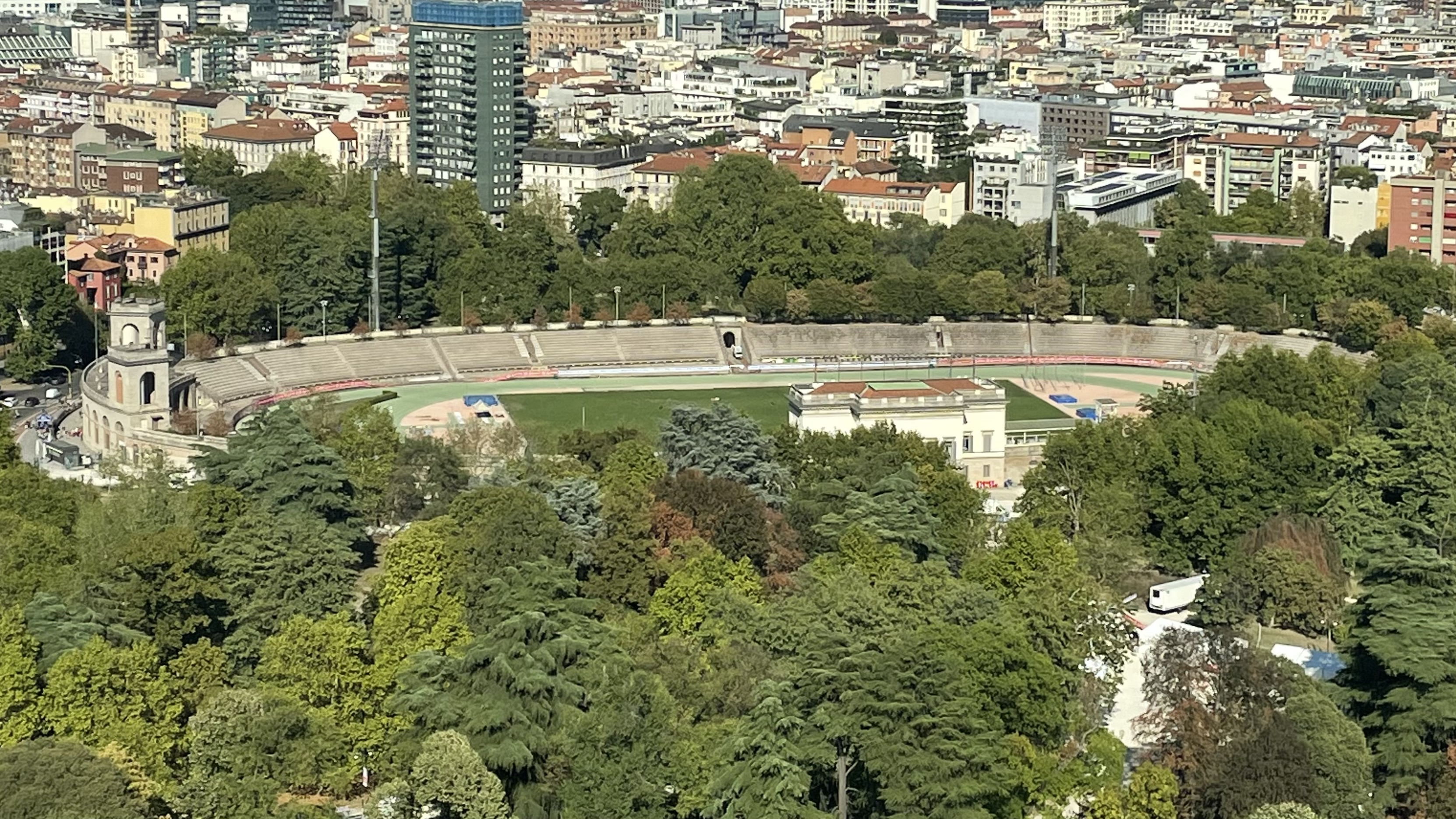
Vista desde la torre blanca.
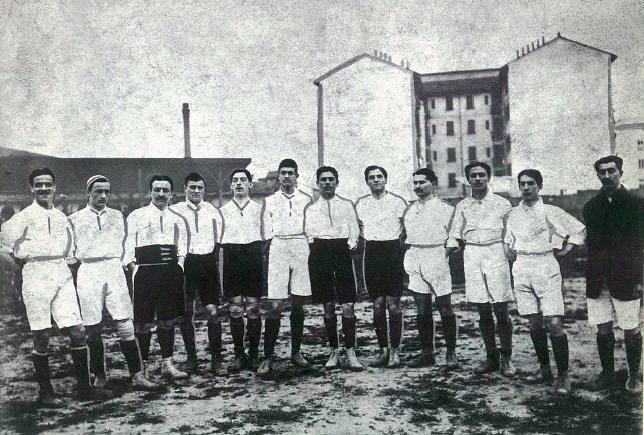
Partido Italia-Francia en 1910.
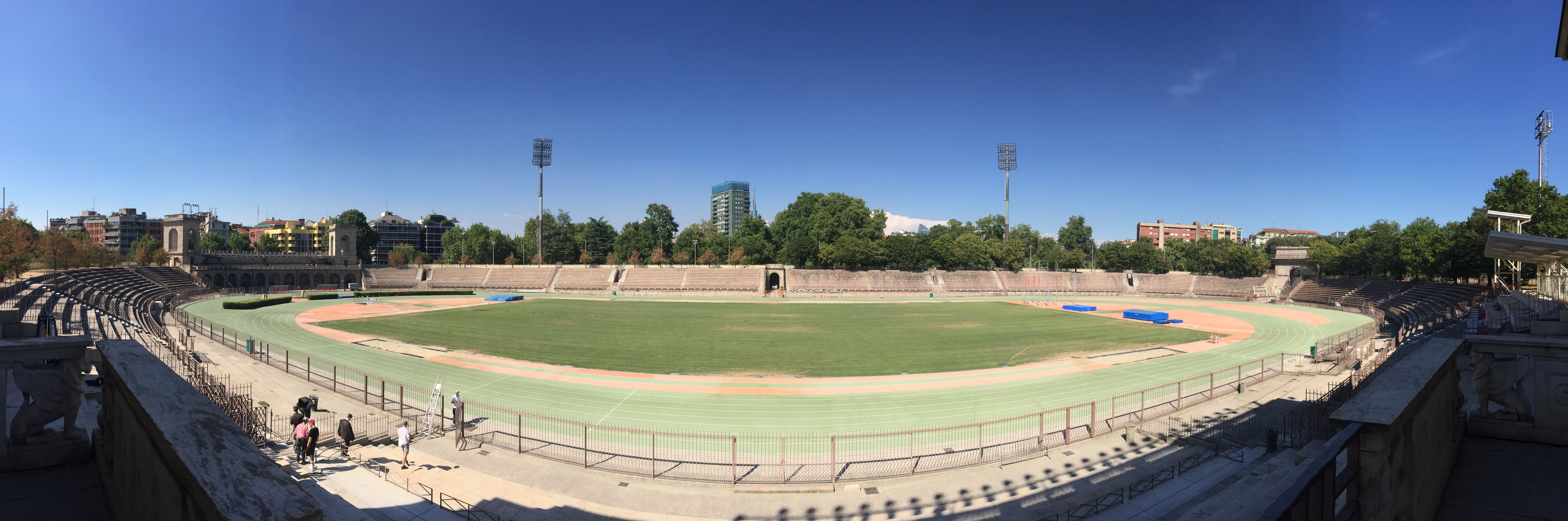
El interior de la Arena desde la gradería principal.
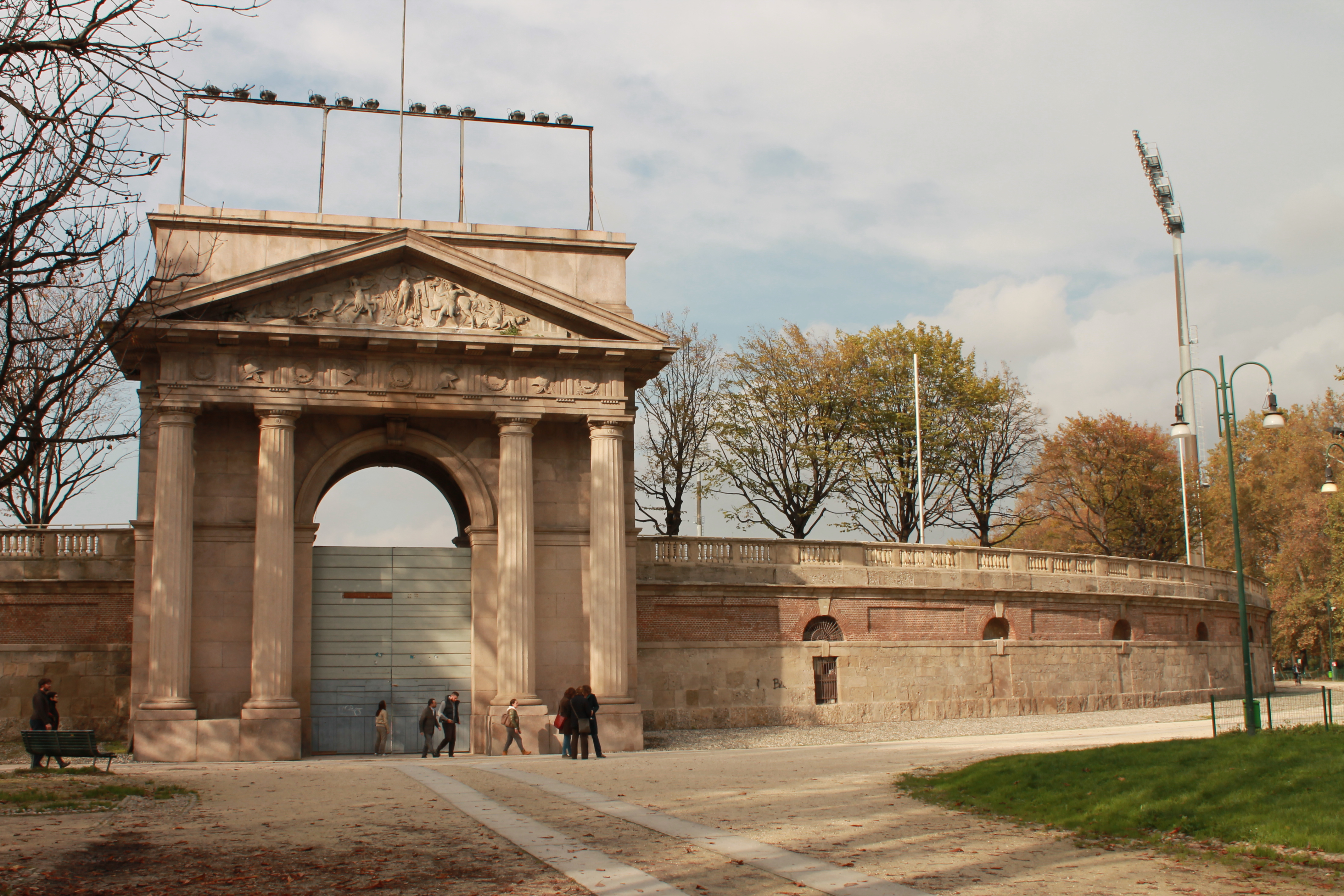
Entrada principal.